# Heidi Burnett
Heidi Burnett (ur. 16 października 1961) – australijska judoczka. Olimpijka z Atlanty 1996, gdzie zajęła czternaste miejsce w wadze ciężkiej.
Uczestniczka mistrzostw świata w 1995. Złota medalistka mistrzostw Oceanii w 1996 i srebrna w 1992. Mistrzyni Australii w latach 1991 - 1995.

## Letnie Igrzyska Olimpijskie 1996
| Konkurencja | Eliminacje                 | Eliminacje         | Klas. końcowa |
| Konkurencja | Przeciwnik I               | Przeciwnik II      | Miejsce       |
| ----------- | -------------------------- | ------------------ | ------------- |
| 72 kg       | Colleen Rosensteel (USA) Z | Heba Hefny (EGY) P | 14.           |